# کشتی ویکتوری
کشتی ویکتوری (به انگلیسی: Victory ship) یک کلاس از کشتی‌های باری به طول ۴۵۵ فوت (۱۳۹ متر) است که تعداد زیادی از آن در اواخر جنگ جهانی دوم در آمریکای شمالی، ساخته شد. در فاصلهٔ سال‌های ۱۹۴۴ تا ۱۹۴۶، مجموعاً ۵۳۱ دستگاه از این کلاس کشتی، تولید شد.